# Sigrun Krause
Sigrun Krause, po mężu Filbrich (ur. 28 stycznia 1954 w Steinbach-Hallenberg) – niemiecka biegaczka narciarska reprezentująca barwy NRD, brązowa medalistka olimpijska i srebrna medalistka mistrzostw świata.

## Kariera
Igrzyska olimpijskie w Innsbrucku w 1976 r. były jej pierwszymi i zarazem ostatnimi w karierze. Wspólnie z Moniką Debertshäuser, Barbarą Petzold i Veroniką Schmidt wywalczyła brązowy medal w sztafecie 4 × 5 km. Zajęła także 12. miejsce w biegu na 10 km oraz 16. miejsce w biegu na 5 km stylem klasycznym.
W 1974 r. wystartowała na mistrzostwach świata w Falun. Wraz z Petrą Hinze, Barbarą Petzold i Veroniką Schmidt zdobyła tam srebrny medal w sztafecie. Na tych samych mistrzostwach zajęła także 7. miejsce w biegu na 10 km stylem klasycznym. Na kolejnych mistrzostwach świata już nie startowała.
Krause zdobyła także tytuł mistrzyni NRD w biegu na 5 km w 1974 r., a w 1973 i 1975 była najlepsza w biegu na 10 km. Na krajowych mistrzostwach zdobyła także srebrne medale na 5 km w 1975 i 1977 r., na 10 km w 1977 i 1978 r. oraz  na 15 km w 1974 r.
Jest matką znanego niemieckiego biegacza Jensa Filbricha.

## Osiągnięcia

### Igrzyska olimpijskie
| Miejsce | Dzień     | Rok  | Miejscowość | Konkurencja             | Czas biegu | Strata   | Zwyciężczyni     |
| ------- | --------- | ---- | ----------- | ----------------------- | ---------- | -------- | ---------------- |
| 16.     | 7 lutego  | 1976 | Innsbruck   | 5 km stylem klasycznym  | 15:48,69   | +1:06,85 | Helena Takalo    |
| 12.     | 10 lutego | 1976 | Innsbruck   | 10 km stylem klasycznym | 30:13,41   | +1:26,53 | Raisa Smietanina |
| 3.      | 12 lutego | 1976 | Innsbruck   | Sztafeta 4 × 5 km       | 1:07:49,75 | +2:08,20 | ZSRR             |

### Mistrzostwa świata
| Miejsce | Dzień     | Rok  | Miejscowość | Konkurencja             | Czas biegu | Strata   | Zwyciężczyni    |
| ------- | --------- | ---- | ----------- | ----------------------- | ---------- | -------- | --------------- |
| 7.      | 20 lutego | 1974 | Falun       | 10 km stylem klasycznym | 31:25,78   | +1:11,30 | Galina Kułakowa |
| 2.      | 24 lutego | 1974 | Falun       | Sztafeta 4 × 5 km       | 1:02:57,39 | +11,75   | ZSRR            |